# دیوید ۸
دیوید ۸ (انگلیسی: David 8؛ به سبک نوشتاری David8) که معمولاً با نام دیوید شناخته می‌شود، یک شخصیت تخیلی است که در فرنچایز بیگانه حضور دارد و به‌وسیلهٔ مایکل فاسبندر به تصویر کشیده شده است. دیوید که در نخستین فیلم پیش‌درآمد یعنی پرومتئوس (۲۰۱۲) معرفی شد، نوعی اندروید است که به عنوان پیشخدمت، نگهدارنده و فرزند خالقش، پیتر ویلند، بنیان‌گذار شرکت ویلند، مشغول به خدمت است. در حالی که او به همراهان انسانی خود در سفر میان‌ستاره‌ای برای ملاقات با خالقانشان یعنی مهندسان فرازمینی، کمک می‌کند، درگیر مفهوم پیدایش زندگی خود می‌شود. پس از کشته شدن ویلند، دیوید از وظیفهٔ بندگی رها می‌شود و سپس مشغول انجام آزمایش‌هایی برای خلق گونه‌های خود از موجودات بیگانه می‌شود. در نهایت اندروید والتر جانشین خط تولید دیوید می‌شود.
نام او به اقتباس از تندیس داوود اثر میکل‌آنژ انتخاب شد. شخصیت دیوید برای ارائه دیدگاهی غیرانسانی برای موضوع ملاقات انسان با خالقان خود در فیلم پرومتئوس مفهوم‌سازی شد و شکل گرفت. او در فیلم نمایندهٔ نسل بعدی خالقانی است که خالقان پیشین از آن‌ها سرخورده و مأیوس شده‌اند. فاسبندر که نخستین انتخاب کارگردان ریدلی اسکات برای این نقش بود، در ایجاد خصوصیات مشترک این شخصیت با توماس ادوارد لورنس مشارکت داشت؛ توماس ادوارد لورنس منبع الهام‌بخش این شخصیت به‌عنوان کنترل‌کننده اوضاع بود که بین دو فرهنگ گرفتار شده بود. همان‌طور که داستان روایت می‌شود، رفتارها و انگیزه‌های دیوید از یک عامل مرموز با انگیزه‌های مبهم به شخصیتی تبدیل می‌شود که آشکارا با رفاه و خوشی بشریت مخالفت می‌کند.
به فاسبندر اختیار قابل توجهی برای طراحی و مدل‌سازی شخصیت آن‌طور که صلاح می‌دانست، داده شد. در حین آماده‌سازی، او به‌جای الهام‌گیری از قسمت‌های قبلی مجموعهٔ بیگانه، شخصیت ریچل با بازی شان یانگ در بلید رانر را بررسی کرد. فاسبندر از تعدادی دیگر از اجراهای سینمایی الهام گرفت؛ از جمله داگلاس رین در نقش هال ۹۰۰۰ در ۲۰۰۱: ادیسه فضایی، دیوید بویی در مردی که به زمین سقوط کرد، و درک بوگارد در پیشخدمت. علاوه بر این، فاسبندر مدل راه رفتن خود را از غواص آمریکایی گرگ لوگانیس الگوبرداری کرد.
علی‌رغم استقبال نه چندان مثبت به فیلم‌های پیش‌درآمد بیگانه، هم نقش‌آفرینی فاسبندر و هم شخصیت دیوید با استقبال منتقدان روبه‌رو شده است. این شخصیت در نقدها به‌خاطر تبدیل شدن به یک آنتاگونیست در رخدادهای فیلم بیگانه: کاوننت (۲۰۱۷) تحسین شده است. منتقدان دیوید را یکی از بزرگ‌ترین شخصیت‌های بیگانه تا به امروز و یکی از بهترین شخصیت‌های منفی سینما در دهه ۲۰۱۰ می‌دانند. فاسبندر جوایز و نامزدی‌های متعددی را برای به تصویر کشیدن این شخصیت دریافت کرده است.